# 塞讷维耶尔
塞讷维耶尔（法語：Sennevières，法語發音：[sɛn(ə)vjɛʁ]）是法国安德尔-卢瓦尔省的一个市镇，位于该省东南部，属于洛什区。

## 地理
塞讷维耶尔（47°6'22"N, 1°6'7"E）面积23.54 平方千米，位于法国中央-卢瓦尔河谷大区安德尔-卢瓦尔省，该省份为法国中西部省份，北起萨尔特省、东北接卢瓦-谢尔省，东南接安德尔省，南至维埃纳省，西临曼恩-卢瓦尔省。
与塞讷维耶尔接壤的市镇（或旧市镇、城区）包括：安德鲁瓦河畔舍米耶、费里耶尔叙博略、热尼耶、安德鲁瓦河畔洛谢、佩吕松、圣伊波利特、圣让-圣日耳曼。
塞讷维耶尔的时区为UTC+01:00、UTC+02:00（夏令时）。

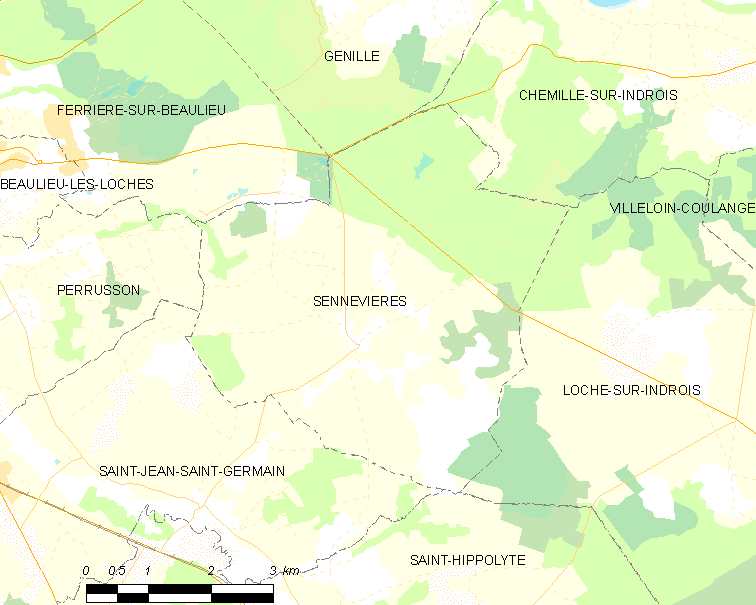
塞讷维耶尔的OSM定位图

## 行政
塞讷维耶尔的邮政编码为37600，INSEE市镇编码为37246。

## 政治
塞讷维耶尔所属的省级选区为洛什县。

## 交通
安德尔-卢瓦尔省省道D9线经过境内东北部，另有D89线和D592线在市中心交汇。

## 人口

1962-2008年间塞讷维耶尔人口变化图示

塞讷维耶尔于2022年1月1日时的人口数量为217人。